# 노르드인
노르드인(스웨덴어: Nordmän, 라틴어: normanni)은 8세기에서 11세기 사이에 스칸디나비아를 중심으로 활약했던, 고대 노르드어를 사용했던 북게르만족 일파를 가리킨다. 영문으로는 노스맨(Norseman) 이라고 부른다. 이 언어는 인도유럽어족의 북게르만어군의 갈래로, 현대 여러 스칸디나비아 어들의 초기 형태였다.
스웨덴어로 "노르드인"(Nordman)이라는 이름은 ‘북방에서 온 사람들’(people from the North)에서 유래되었으며, 중세 영문으로는 노스맨(Northman)으로 불렸으나 근대에 Norseman으로 명칭이 바뀌었다. 이들은 바이킹으로서 덴마크와 스웨덴 남부, 노르웨이 남부에 살고 있었으며 동쪽으로는 러시아, 우크라이나, 벨라루스와 에스토니아에까지 서쪽으로는 캐나다와 그린란드까지 진출하여 ‘노르딕 국가’(Norse Countries)들을 건국하였다. 바이킹인 이들은 영국의 앵글로색슨 왕국에 들어와 영국에서 데인인 또는 노스맨이라고 불렸다. 그리고  프랑스 노르망디에 정착한 이들은 프랑스에서 노르만인(Norman)이라고 불렸다.
노르드인은 북게르만어에 속하는 고대 스칸디나비아어를 사용했다. 고대 스칸디나비아어는 나중에 덴마크어와 아이슬란드어, 노르웨이어, 스웨덴어로 분기되었다.

8세기에서 11세기(바이킹 시대) 동안 노르드인들이 진출, 정착한 지역을 보여주는 지도

## 용어: 노르망디
고대 프랑크어(고대 서유럽의 언어)인 Nortmann(Northman이라는 의미)은 라틴어에서 노르마니(Normanni)로 변이되었고, 고대 프랑스어로 ‘노흐망’(Normands)이 되었다. 여기에서 ‘노르만인’이라는 이름과 ‘노르망디’라는 이름이 탄생했으며, 이것은 10세기 ‘노스맨’(Northman)이라고 불렸다. 이 Northman은 1817년 영국에서 노스맨(Norseman)이라는 명칭으로 바뀌었다.

## 현대 스칸디나비아 용법

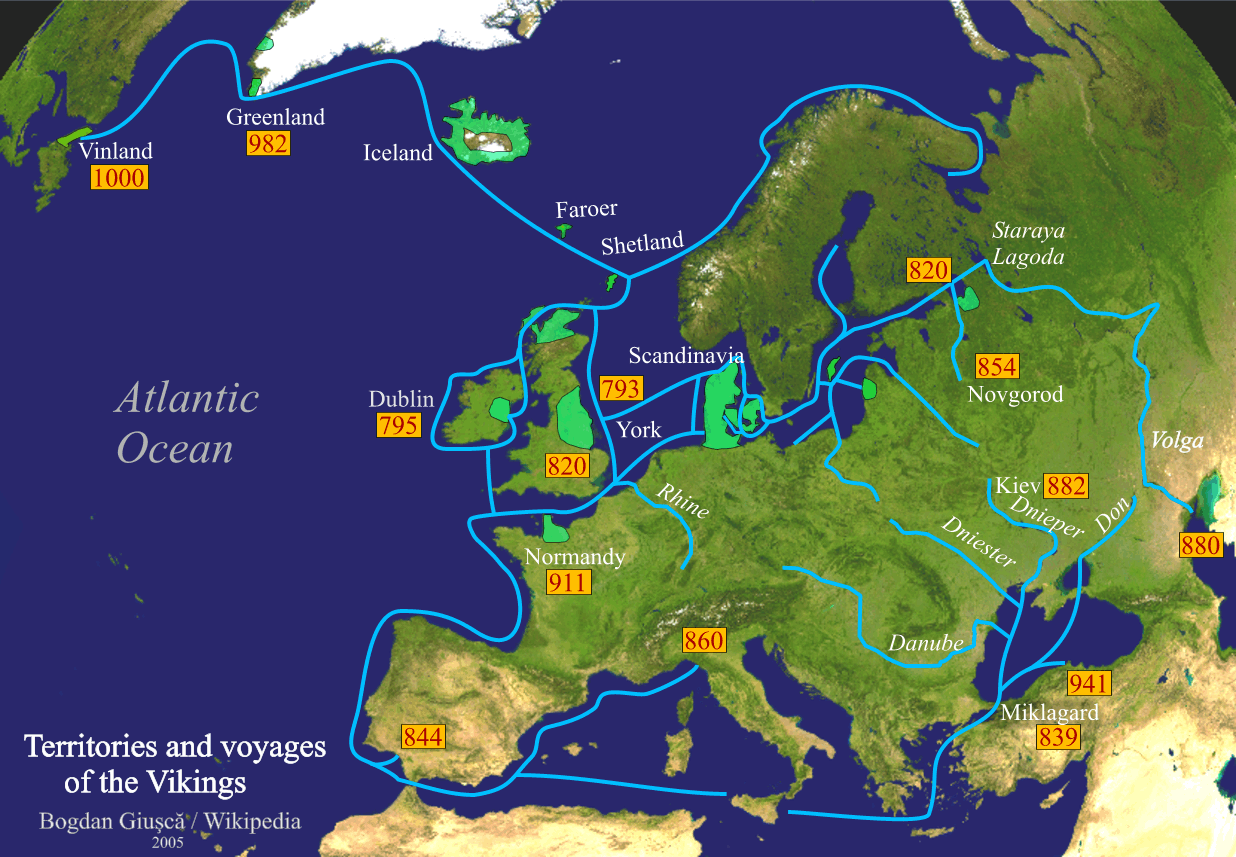
바이킹의 활동 영역, 지중해에서 흑해, 카스피해로, 영국에서 아이슬란드, 북미 대륙에까지 이르렀다

고대 노르드 어에서, 용어 norrœnir menn(northern men)은 현대 영어의 이름인 Norsemen에 해당하는 말로 사용되었다. 이것은 스웨덴의, 덴마크의, 노르웨이의, 페로 제도의, 아이슬란드 등의 의미로 사용되었다.
현대 스칸디나비아 어군은 Norsmen에 대한 공통어를 가지고 있다. nordbo는 스웨덴어로 nordborna, 덴마크어로 nordboerne, 노르웨이어로  nordboerne 또는 nordbuane로 모두 복수형이다. 이 말은 노르딕 국가에 사는 고대 그리고 현대인들과 스칸디나비아의 독일계 언어를 말하는 사람들을 가리키는 말이다. 노르웨이, 스웨덴, 덴마크의 현대인들은 그들 스스로를 스칸디나버(skandinaver,  영어로 Scandinavians라는 의미)로 칭한다.
‘바이킹’이라는 단어는 덴마크어와 노르웨이어로 비킹에(Vikinger) 그리고 스웨덴어로 비킹에(Vikingar)다. 이 말을 현지인은 ‘노스맨’(Norsemen)에 상응하는 말로 사용하지 않는다. 바이킹은 고대 스칸디나비아어에서 약탈이란 의미로 사용된 단어이며 민족 집단을 가리키는 말은 아니었다. 바이킹이라는 단어는 노스맨들의 언어로 단순히 약탈이라는 뜻이지만 해외에서 노스맨들을 바이킹이라는 명칭으로도 부르게 된 것이다.  아이슬란드, 그린란드, 그리고 파로 제도도 지리적으로 스칸디나비아반도와 떨어져 있다. 노르딕 국가(Nordic countries)라는 용어는 ‘스칸디나비아 국가들’(아이슬란드, 그린란드, 파로 제도)을 포괄하는 용어로 사용된다.

## 노르드 제족
- 데인인
  - 덴마크인
- 스비아인
  - 스웨덴인
- 노르웨이인
- 아이슬란드인
- 루스인
- 바랑기아인
- 노르만인

## 같이 보기
- 바이킹
- 북게르만족
- 빈란드 - 랑스 오 메도즈